# The Elder Scrolls V: Hearthfire
『The Elder Scrolls V: Hearthfire』(ジ・エルダー・スクロールズ・ファイブ・ハースファイア) は、オープンワールドアクションRPG『The Elder Scrolls V: Skyrim』の2番目の拡張パックである。

## 解説
このゲームはBethesda Game Studiosが開発し、ベセスダ・ソフトワークスが販売した。他国においてXbox 360版は2012年9月4日にリリースされ、Microsoft Windows版はSteamを通じて2012年10月5日に発売された。PlayStation 3版は、北米で2013年2月19日、ヨーロッパで同年2月20日にリリースされた。日本ではXbox 360版が2012年10月11日に、Microsoft Windows版が2012年10月16日に、PlayStation 3版は2013年3月19日に発売された。
『Hearthfire』では、土地を取得して改良することが中心となり、プレイヤーが自分の家を建ててカスタマイズできるようになる。この拡張パックでは養子縁組のシステムも導入され、プレイヤーは最大で2人の子供を養子にして自分の家で一緒に暮らすことができるようになる。

## 内容
『Hearthfire』では、プレイヤーキャラクターが土地を購入し、木材や粘土などの素材を使って家を建築できる。温室や養蜂箱、錬金術や付呪の設備など、追加機能も自由に選べる。建設可能な家は3軒あり、それぞれファルクリースの東、モーサルの北東、ドーンスターの南に位置している。これらの土地を購入するには、まずその地域を統治する首長の信頼を得て称号を獲得し、首長や執政から土地を購入する必要がある。
また、家の管理を任せられる執政を雇ったり、速やかな移動のための馬車の運転手、そして吟遊詩人を雇うことも可能。馬や、アイテムを多く持ちすぎた際の運搬を手伝う動物なども用意できる。『Hearthfire』ではさらに、子供を養子にして家庭を築くことも可能になる。加えて、ソリチュードの自分の家やホワイトランの自分の家など、既に購入済みの家も、子供部屋を追加する形で改装できる。

## 評価
『Hearthfire』は賛否両論の評価を受け、MetacriticではXbox 360版が54点と評価された。